# Engomi
Engomi (gr. Έγκωμη) – miasto w Republice Cypryjskiej, w dystrykcie Nikozja. W 2011 roku liczyło 18 010 mieszkańców. Posiada powierzchnię 9,52 km².